# Calyptococcus desertus
Calyptococcus desertus är en insektsart som beskrevs av Borchsenius 1948. Calyptococcus desertus ingår i släktet Calyptococcus och familjen ullsköldlöss. Inga underarter finns listade i Catalogue of Life.